# Сусуман (река)
Сусума́н — река в Магаданской области. Левый приток Бёрёлёха. Протекает по территории Сусуманского района на Дальнем Востоке России.

## Гидрография
Берёт начало в нескольких километрах к югу от горы Морджот — обособленного массива, входящего в хребет Черского. Является левым притоком Бёрёлёха, впадая в него в черте города Сусумана.
Длина реки составляет 106 км, площадь водосборного бассейна — 1290 км², скорость течения в низовье ок. 1,8 м/с.
Ледостав происходит с середины октября до второй половины мая с образованием многочисленных наледей. В зимние месяцы промерзает до дна, в результате чего почти половину календарного года вообще не имеет стока.
На берегу реки расположен микрорайон Берелёх города Сусуман.

## Исторические сведения
Название произошло от эвен. кухуман — «буран, позёмка, ветер». Впервые река Кухуман упоминается в 1901 году в отчётах якутского сотника Н. М. Берёзкина.
В современном написании река Сусуман впервые появилась в 1929 году на маршрутной карте геодезиста К. А. Салищева из экспедиции С. В. Обручева.
В 1932 году в бассейне Сусумана были обнаружены россыпи золота. В 1936 году в долине реки основан совхоз «Сусуман», ставший первым предприятием и основой для последующего возникновения рабочего посёлка Сусуман.

## Топографические карты
- Лист карты P-55-XI,XII. Масштаб: 1 : 200 000. Указать дату выпуска/состояния местности.